# U-2506
O Unterseeboot 2506 foi um submarino alemão que serviu a Kriegsmarine durante a Segunda Guerra Mundial, não tendo realizado nenhuma patrulha de guerra.

## História

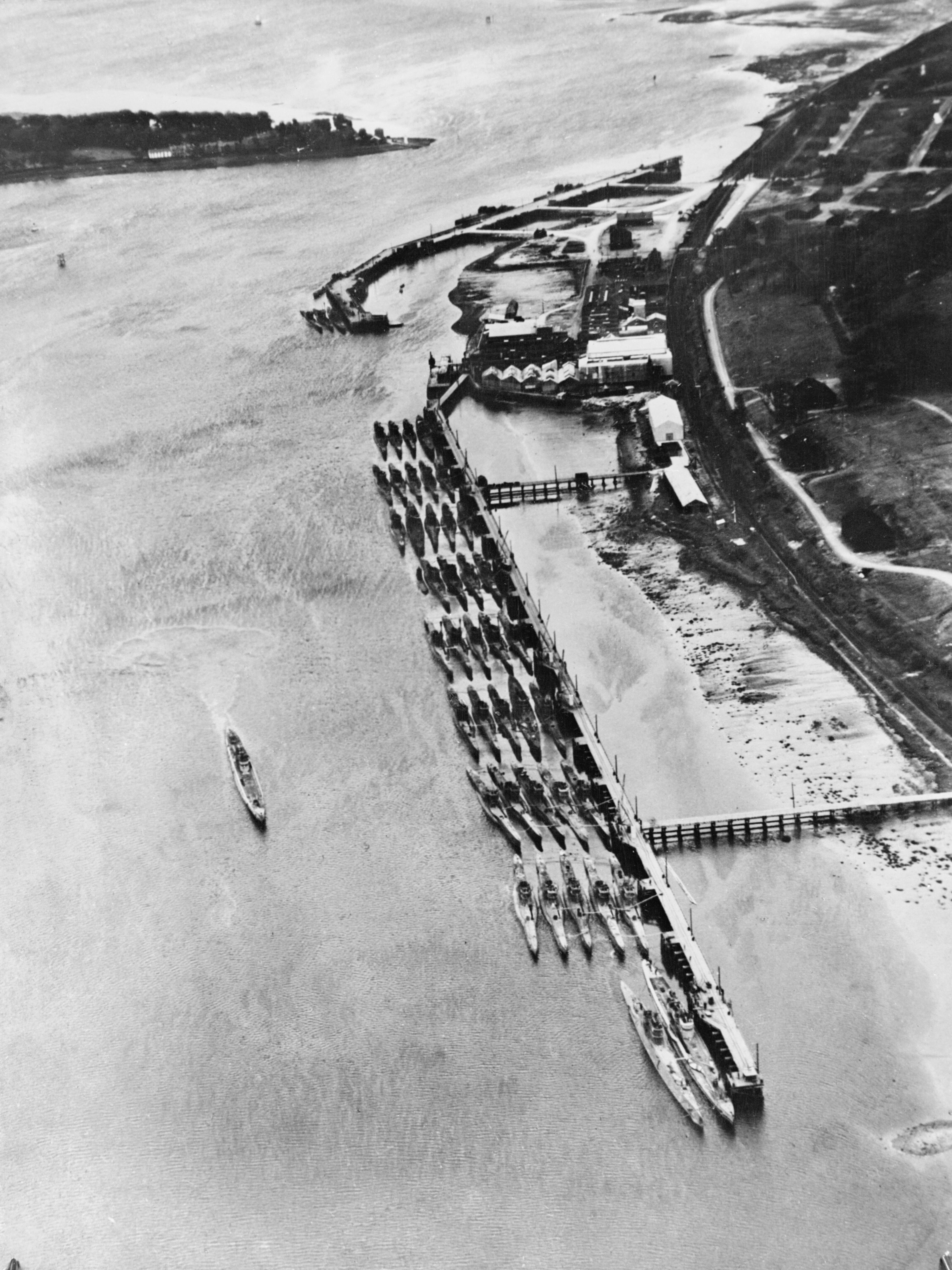
52 U-Boots atracados em Lisahally, Irlanda do Norte, no aguardo da Operação Deadlight.

O submarino foi rendido em Bergen (Noruega) no dia 14 de junho de 1945, chegando em Lerwick (ilhas Shetland) no dia 18 de junho de 1945. Depois foi enviado de Lerwick para Lisahally no dia 19 de junho onde chegou ao destino em dia 21 junho. Foi movido novamente e chegou em Moville no dia 1 de janeiro de 1946, sendo afundado na Operação Deadlight no dia 5 de janeiro de 1946 às 18:10. O submarino foi afundado com outros 115 U-boots. 

## Comandante
| Comandante                 | Período                                  |
| -------------------------- | ---------------------------------------- |
| Kptlt. Horst von Schroeter | 31 de agosto de 1944 - 8 de maio de 1945 |

## Carreira

### Subordinação
| 31 de agosto de 1944 - 1 de abril de 1945 | 31. Unterseebootsflottille |
| 1 de abril de 1945 - 8 de maio de 1945    | 11. Unterseebootsflottille |